# Saison 5 de Lance et compte
Cette page présente le guide des épisodes de la cinquième saison de la série télévisée Lance et compte.

## Épisode 1
- Numéro(s) :  (5-1)
- Scénariste(s) :
- Réalisateur(s) :
- Diffusion(s) :
- Résumé : Le National est au beau fixe en plein été. Danny Bouchard prend des risques. Un décès vient secouer de plein fouet l'entourage du National, mais remue Marc Gagnon plus que d'autre chose: Il a revu SA Suzie.

## Épisode 2
- Numéro(s) :  (5-2)
- Scénariste(s) :
- Réalisateur(s) :
- Diffusion(s) :
- Résumé : Marc Gagnon et Suzie Lambert se rencontrent. Danny Bouchard commence à mentir à ses proches. Pierre est fier de son fils Guy qui va s'aligner avec les Saguenéens de Chicoutimi.

## Épisode 3
- Numéro(s) :  (5-3)
- Scénariste(s) :
- Réalisateur(s) :
- Diffusion(s) :
- Résumé : C'est le début du camp d'entraînement. Marc Gagnon et Gilles Guilbeault ont la tête ailleurs, mais pas pour les mêmes raisons. De la bisbille éclate au sein du National à la suite d'une indiscrétion de Gilles.

## Épisode 4
- Numéro(s) :  (5-4)
- Scénariste(s) :
- Réalisateur(s) :
- Diffusion(s) :
- Résumé : Marc Gagnon perd les pédales pendant un match. Jérôme Labrie devient président de l'Association des Joueurs. Danny et Valérie se fréquentent de plus en plus souvent, au grand désarroi d'Annie, qui commence à douter.

## Épisode 5
- Numéro(s) :  (5-5)
- Scénariste(s) :
- Réalisateur(s) :
- Diffusion(s) :
- Résumé : Guy Lambert découvre les joies de la vie nocturne à Chicoutimi. Annie sent que son Danny commence à lui échapper. Valérie et Danny s'enfoncent dans une passion démente. Lulu veut engager Jacques Mercier au Matin, mais a une surprise de taille et un scoop monumental.

## Épisode 6
- Numéro(s) :  (5-6)
- Scénariste(s) :
- Réalisateur(s) :
- Diffusion(s) :
- Résumé : Jacques Mercier devient l'entraîneur-chef du Canadien. La ligue mandate Guilbeault pour négocier la convention collective avec Labrie, mais Gilles retrouve ses vieux démons. Une chance que Suzie, qui a des problèmes avec l'entreprise de Maroussia, est là pour lui...

## Épisode 7
- Numéro(s) :  (5-7)
- Scénariste(s) :
- Réalisateur(s) :
- Diffusion(s) :
- Résumé : Danny et Valérie veulent toucher aux plus grandes extases de la passion, mais il y a un prix à payer. Une confrontation éclate entre Danny et Annie. Francis tente de raisonner Danny sur sa vie amoureuse pendant que Marc Gagnon est tourmenté par la sienne.

## Épisode 8
- Numéro(s) :  (5-8)
- Scénariste(s) :
- Réalisateur(s) :
- Diffusion(s) :
- Résumé : Pierre Lambert commence à être tenté par un retour au jeu, mais deux nouvelles tombent sur lui comme une masse : Son client, Danny Bouchard se tue en jouant à la roulette russe avec Valérie. Son fils Guy est trouvé au lit avec sa logeuse et une violente dispute s'ensuit.

## Épisode 9
- Numéro(s) :  (5-9)
- Scénariste(s) :
- Réalisateur(s) :
- Diffusion(s) :
- Résumé : Le National et le Canadien se disputent les services de Pierre Lambert. Lulu tombe en amour. Gagnon doit expliquer à son ami Templeton qu'il ne suit plus le rythme. Michelle est enceinte... et malade.

## Épisode 10
- Numéro(s) :  (5-10)
- Scénariste(s) :
- Réalisateur(s) :
- Diffusion(s) :
- Résumé : Pierre Lambert revient au jeu, mais pour qui le fera-t-il ? Marc Gagnon et Suzie Lambert prennent une importante décision. Ladouceur est obsédé par Valérie. Et le National se qualifie pour les séries.